# Craig Johnston (político)
Craig Fredric Johnston (nacido en 1951) es un activista LGBT y expolítico. Estuvo activo en el Partido Laborista Australiano, el Partido Comunista de Australia y la Alianza Socialista. Se le considera miembro fundador del movimiento por los derechos de los homosexuales en Sídney en las décadas de 1970 y 1980, habiendo establecido el lobby de derechos de los homosexuales con Lex Watson en 1980, cuatro años antes de que la homosexualidad fuera despenalizada en Nueva Gales del Sur en 1984.

## Educación
Activista y funcionario de la Unión Australiana de Estudiantes, abandonó sus estudios en Comercio de la Universidad de Nueva Gales del Sur y luego completó una licenciatura en Ciencias Políticas con honores en la Universidad de Sídney.

## Activismo
Se había convertido en un "líder activista gay" a finales de los años 1970 y 1980, y participó en los inicios del Mardi Gras de Gays y Lesbianas de Sídney, además de coorganizar las primeras vigilias con velas contra el SIDA en Australia.     En 1980 cofundó el Gay Rights Lobby con Lex Watson.Johnston es considerado uno de los "activistas homosexuales más importantes" de Australia tanto por sus actividades prácticas como por "su contribución a la teoría y la práctica de la política gay". 

## Ayuntamiento de Sídney
Fue elegido concejal del Ayuntamiento de Sídney en 1984. Junto con los independientes Brian McGahen y Bill Hunt, concejales elegidos el mismo año, fue uno de los primeros funcionarios municipales homosexuales de Sídney. Inicialmente elegido para el Partido Laborista Australiano (ALP), como miembro del ala izquierda del partido, fue expulsado en 1985 por negarse a votar con los miembros del Consejo del Partido Liberal según las instrucciones de la rama estatal del ALP.    Continuó como independiente y sirvió hasta 1987.

## Publicaciones
Johnston es autor de varios trabajos sobre el movimiento por los derechos de los homosexuales, con especial atención en Sydney,    que incluyen:
- Homosexualidad: mitos y realidades (1982)
- Una mirada de Sydney: la realización de la liberación gay (1999)
- Ciudad queer: política de gays y lesbianas en Sydney (2001; en coautoría con Paul van Reyk)

La escritura política y académica, generalmente centrada en cuestiones sociales locales y australianas, ha incluido textos para Australian Left Review  Alternative Law Journal, Impact Assessment and Project Appraisal,  y Labor History (revista),  mientras que para En la prensa gay contribuyó al Sydney Star Observer .